# (1063) Aquilegia
(1063) Aquilegia – planetoida z pasa głównego asteroid okrążająca Słońce w ciągu 3 lat i 191 dni w średniej odległości 2,31 au. Została odkryta 6 grudnia 1925 roku w Landessternwarte Heidelberg-Königstuhl w Heidelbergu przez Karla Reinmutha. Nazwa planetoidy pochodzi od łacińskiej nazwy rośliny zielnej orlik. Przed nadaniem nazwy planetoida nosiła oznaczenie tymczasowe (1063) 1925 XA.